# Протокол виявлення сусідів
Протокол виявлення сусідів (англ. Neighbor Discovery Protocol, NDP) - протокол з набору протоколів TCP / IP, який використовується спільно з IPv6 . Він працює на мережевому рівні Моделі Інтернету ( RFC 1122 ) і відповідальний за автонастройку адреси кінцевих і проміжних точок мережі, виявлення інших вузлів на лінії, визначення адреси інших вузлів канального рівня, виявлення конфлікту адрес, пошук доступних маршрутизаторів і DNS-серверів, визначення префікса адреси і підтримки доступності інформації про шляхи до інших активних сусідніх вузлів ( RFC 4861 ). 
Цей протокол встановлює п'ять різних типів пакета ICMPv6 для виконання функцій IPv6, схожих з ARP, ICMP, IRDP і Router Redirect протоколів для IPv4 . Проте, він надає багато поліпшень щодо IPv4 аналогів ( RFC 4861, секція 3.1). Наприклад, він включає NUD, який підвищує надійність доставки пакетів в присутності проблемних маршрутизаторів або підключень, або мобільних пристроїв. 

## Технічні деталі

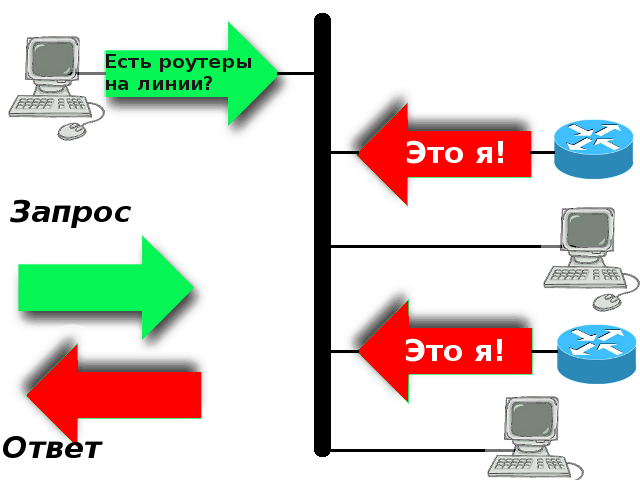
Процес виявлення маршрутизатора

NDP встановлює наступні п'ять типів пакета ICMPv6  : 
1. Запит на доступність маршрутизаторів
2. Відповідь маршрутизатора
3. Запит доступних сусідів
4. Відповідь сусіда
5. Перенаправлення

Ці повідомлення використовуються для забезпечення наступної функціональності: 
- Виявлення маршрутизатора: вузол може розмістити маршрутизатор, що знаходиться на підключеній лінії.
- Виявлення підмережі: вузли можуть виявляти працюючі підмережі для підключених ліній.
- Виявлення параметрів: вузли можуть запитувати параметри лінії (наприклад, розмір MTU).
- Автоматична настройка адреси: конфігурація адрес мережевих інтерфейсів.
- Дозвіл адреси: робота між IP-адресою і адресами рівня каналу зв'язку.
- Виявлення наступного переходу: вузли можуть знаходити наступний на шляху пакета маршрутизатор.
- Виявлення недоступності сусіда (NUD): визначення того, що сусід більш недоступний на лінії.
- Виявлення конфлікту адрес (DAD): вузли самі можуть визначати, чи зайнятий адрес.
- Перенаправлення: маршрутизатор може інформувати вузол про інших найкращих маршрутизаторів для початку шляху пакета.
- Рекурсивний DNS-сервер (RDNSS) і список пошуку DNS (DNSSL) призначається через параметри відгуку маршрутизатора (RA). [3] Це нова функція, і підтримується не всім програмним забезпеченням.

## Уразливості
Деякі маршрутизатори уразливі при роботі з протоколом NDP  . Найчастіше, маршрутизатори мають менше доступних адрес для NDP, ніж є в підмережі IPv6 (зазвичай 2 ^ 64 або більше, для підтримки SLAAC). Рішення доступне (неактуально)  . 